# Leopold Antoniewicz
Leopold Antoniewicz 22 stycznia 1916 w Żukowcu, zm. 19 listopada 2011 w Londynie) – polski lotnik wojskowy i stomatolog, kapitan pilot Wojska Polskiego, uczestnik II wojny światowej, kawaler Orderu Virtuti Militari.

## Życiorys
W 1921 r. jego rodzina przedostała się z ZSRR do Polski i osiedliła w rejonie Augustowa. W 1929 r. przeprowadzili się do Białegostoku, gdzie zdał egzamin maturalny w Gimnazjum im. Józefa Piłsudskiego. Zainteresował się szybownictwem, w szkole w Pińczowie uzyskał kategorię C pilota szybowcowego.
W 1936 r. został powołany do odbycia służby zasadniczej w Wojsku Polskim. Jesienią 1937 r. rozpoczął służbę w 71 Pułku Piechoty w Zambrowie, od stycznia 1938 r. rozpoczął naukę w Szkole Podchorążych Lotnictwa - Grupie Technicznej w Warszawie. Po wybuchu II wojny światowej przedostał się do Lwowa, po ataku ZSRR na Polskę ewakuował się do Rumunii. Dotarł do Francji, został przydzielony do bazy polskiego lotnictwa w Lyon-Bron. Po klęsce Francji przez Oran, Casablancę i Gibraltar przedostał się do Wielkiej Brytanii. Wstąpił do służby w Polskich Sił Powietrznych, otrzymał numer służbowy RAF P-0936.
Od października do listopada 1941 r. brał udział w kursie teoretycznym w ośrodku wyszkolenia personelu latającego w Hucknall. Następnie został skierowany na dalsze szkolenie w St Andrews, po jego ukończeniu przeszedł przeszkolenie w Torquay, które zakończył w styczniu 1942 r. W lutym 1942 r. szkolił się w 25 Polish Elementary Flying Training School w Hucknall. W maju został skierowany na kurs pilotażu w 16 Polish Service Flying Training School w Newton. W grudniu został skierowany na kurs nawigatorów w 3 School of General Reconnaissance w Squires Gate.
W lutym 1943 r. otrzymał przydział do dywizjonu 304 jako pilot. 12 marca wykonał swój pierwszy lot bojowy na poszukiwanie niemieckich okrętów podwodnych. 28 marca, jako drugi pilot, brał udział w ataku na U-boota, który został uznany za uszkodzonego. Został skierowany na szkolenie w 6 Operational Training Unit (6 OTU) w Silloth, które ukończył w czerwcu 1943 r. Powrócił do służby w dywizjonie 304. 22 sierpnia pilotowany przez niego Wellington został zaatakowany przez Junkersa Ju 88, dzięki umiejętnościom pilota udało się wymanewrować nieprzyjacielski myśliwiec. W nocy z 28 na 29 stycznia 1944 r. wykrył wynurzonego U-boota, na którego przeprowadził nieskuteczny atak bombami głębinowymi. Następny nieskuteczny atak na U-boota przeprowadził w nocy z 10 na 11 marca. 13 maja jego Wellington został przechwycony przez dwa Ju 88, pilot przez 45 minut wykonywał uniki dzięki którym udało się mu ocalić maszynę. 18 czerwca zaatakował U-boota, na podstawie śladów zaliczono mu zatopienie tego okrętu. Nie ma jednak pewności, jaki okręt został zatopiony – dawniej przyjmowano U-441, lecz według nowszych analiz w grę wchodzi U-988 lub U-1191. Turę lotów bojowych zakończył 18 września 1944 r. i został skierowany jako instruktor do 6 OTU w Silloth.
Po zakończeniu II wojny światowej służył w 6 OTU do listopada 1945 r. Służbę w Polskich Siłach Powietrznych zakończył w stopniu polskiego kapitana i angielskiego Flight Lieutenanta z nalotem 1064 godzin. Po demobilizacji rozpoczął pracę jako zegarmistrz. Następnie rozpoczął studia medyczne i w 1960 r. ukończył College Hospital w Londynie ze specjalizacją w stomatologii. W zawodzie pracował do 2005 r. Zmarł 19 listopada 2011 r. w Londynie, został pochowany na Swains Lane - Highgate Cemetery

## Ordery i odznaczenia
Za swą służbę został odznaczony:
- Krzyżem Srebrnym Virtuti Militari (nr 10760),
- Krzyżem Walecznych – trzykrotnie,
- Medalem Lotniczym – trzykrotnie,
- Polową Odznaką Pilota (nr 1410),

i medalami pamiątkowymi.